# Championnat de France de basket-ball 1980-1981
Navigation
Saison précédente Saison suivante
La saison 1980-1981 du championnat de France de basket-ball de Nationale 1 est la 59e édition du championnat de France masculin de basket-ball. Le championnat de Nationale 1 de basket-ball est le plus haut niveau du championnat de France.

## Présentation
Quatorze clubs participent à la compétition. La victoire rapporte 3 points, le match nul 2 points et la défaite 1 point.
Le tenant du titre, Tours, va tenter de réaliser le doublé.
Les équipes classées de 1 à 4 participent à la Poule des As. Les deux premières équipes de cette poule sont qualifiées pour la finale.
Les équipes classées de 5 à 8 participent à une poule de classement.
Les équipes classées de 11e et 12e participent à des barrages avec les équipes classées deuxième des groupes de Nationale 2. Les deux premiers de ce barrage gagnent leur place pour la Nationale 1
Les équipes classées de 13e et 14e sont reléguées à l’issue de la saison.
Avignon, Challans et Nice U.C. sont les trois équipes promues pour cette saison. Mulhouse, Nice B.C. et Nice U.C. sont les trois équipes reléguées à l'issue de cette saison 1980-1981
L’ASVEL a remporté le championnat pour la quinzième fois de son histoire.

## Clubs participants
| Clubs               | Salles (Capacités)                                       | Villes       |
| ------------------- | -------------------------------------------------------- | ------------ |
| Antibes             | Salle Salusse Santoni (2000 places)                      | Antibes      |
| Avignon             | Cosec de Saint Chamand (3000 places)                     | Avignon      |
| Caen                | Palais des Sports (3000 places)                          | Caen         |
| Challans            | Salle Michel Vrignaud (2000 places)                      | Challans     |
| Le Mans             | La Rotonde (6000 places)                                 | Le Mans      |
| Limoges             | Palais des Sports de Beaublanc (4500 places)             | Limoges      |
| Monaco              | Complexe de Fontvielle (1500 places)                     | Monaco       |
| Mulhouse            | Palais des Sports (3700 places)                          | Mulhouse     |
| Nice BC             | Salle Leyrit (1700 places)                               | Nice         |
| Nice U.C.           | Salle Pasteur (1500 places) & Salle Leyrit (1700 places) | Nice         |
| Orthez              | La Moutète (4000 places)                                 | Orthez       |
| Stade Français Evry | L’Agora                                                  | Évry         |
| Tours               | Palais des Sports Robert Grenon (4000 places)            | Tours        |
| ASVEL               | Maison des Sports (2000 places)                          | Villeurbanne |

## Classement final de la saison régulière
La victoire rapporte 3 points, le match nul 2 points, la défaite 1 point.En cas d'égalité, les équipes sont départagées à la différence de points particulière 
| # | Équipe              | Pts | J  | G  | N | P  | Pp   | Pc   | Diff |
| 1 | Le Mans             | 70  | 26 | 22 | 0 | 4  | 2147 | 1920 | +227 |
| 2 | Tours (T)           | 66  | 26 | 20 | 0 | 6  | 2444 | 2239 | +205 |
| 3 | ASVEL (+23)         | 62  | 26 | 18 | 0 | 8  | 2426 | 2177 | +249 |
| 4 | Orthez (-23)        | 62  | 26 | 18 | 0 | 8  | 2406 | 2260 | +146 |
| 5 | Stade Français Evry | 56  | 26 | 15 | 0 | 11 | 2332 | 2275 | +57  |
| 6 | Avignon             | 54  | 26 | 14 | 0 | 12 | 2071 | 2091 | -20  |
| 7 | Caen                | 53  | 26 | 13 | 1 | 12 | 2240 | 2271 | -31  |
| 8 | Limoges             | 52  | 26 | 13 | 0 | 13 | 2285 | 2262 | +23  |
| 9 | Antibes             | 50  | 26 | 12 | 0 | 14 | 2147 | 2224 | -77  |
| 10 | Monaco              | 48  | 26 | 11 | 0 | 15 | 2225 | 2246 | -21  |
| 11 | Challans            | 46  | 26 | 10 | 0 | 16 | 2199 | 2284 | -85  |
| 12 | Mulhouse            | 45  | 26 | 9  | 1 | 16 | 2113 | 2176 | -63  |
| 13 | Nice U.C.           | 33  | 26 | 3  | 1 | 22 | 2138 | 2456 | -318 |
| 14 | Nice BC             | 31  | 26 | 2  | 1 | 23 | 2147 | 2439 | -292 |
| Qualification pour la Poule des AsQualification pour la Poule de classementQualification pour les barragesRelégué en Nationale 2(T) = Tenant du titre 1980; # = classement; Pts = points; J = joués; G / N / P = gagnés / nuls / perdus; Pp / Pc / Diff = points pour / contre / différence entre points pour et points contre |                     |     |    |    |   |    |      |      |      |

## Phases finales
- Barrages de relégation

La victoire rapporte 3 points, le match nul 2 points, la défaite 1 point.
| # | Équipe   | Pts | J | G | N | P | Pp  | Pc  | Diff |
| 1 | Challans | 14  | 6 | 4 | 0 | 2 | 557 | 501 | +56  |
| 2 | Clermont | 12  | 6 | 3 | 0 | 3 | 556 | 610 | -54  |
| 3 | Mulhouse | 12  | 6 | 3 | 0 | 3 | 573 | 531 | +42  |
| 4 | Reims    | 10  | 6 | 2 | 0 | 4 | 520 | 564 | -44  |
| Qualifié pour la Nationale 1 en 1980-1981Qualifié en Nationale 2 en 1980-1981# = classement; Pts = points; J = joués; G / N / P = gagnés / nuls / perdus; Pp / Pc / Diff = points pour / contre / différence entre points pour et points contre |          |     |   |   |   |   |     |     |      |

- Poule de classement

La victoire rapporte 3 points, le match nul 2 points, la défaite 1 point.
| # | Équipe              | Pts | J | G | N | P | Pp  | Pc  | Diff |
| 1 | Limoges             | 14  | 6 | 4 | 0 | 2 | 555 | 489 | +66  |
| 2 | Avignon             | 14  | 6 | 4 | 0 | 2 | 483 | 501 | -18  |
| 3 | Caen                | 12  | 6 | 3 | 0 | 3 | 531 | 544 | -13  |
| 4 | Stade Français Evry | 8   | 6 | 1 | 0 | 5 | 503 | 538 | -35  |
| # = classement; Pts = points; J = joués; G / N / P = gagnés / nuls / perdus; Pp / Pc / Diff = points pour / contre / différence entre points pour et points contre |                     |     |   |   |   |   |     |     |      |

- Poule des As

La victoire rapporte 3 points, le match nul 2 points, la défaite 1 point.
| # | Équipe    | Pts | J | G | N | P | Pp  | Pc  | Diff |
| 1 | ASVEL     | 16  | 6 | 5 | 0 | 1 | 524 | 512 | +12  |
| 2 | Le Mans   | 12  | 6 | 3 | 0 | 3 | 516 | 509 | +7   |
| 3 | Tours (T) | 12  | 6 | 3 | 0 | 3 | 526 | 539 | -13  |
| 4 | Orthez    | 8   | 6 | 1 | 0 | 5 | 527 | 533 | -6   |
| Qualifié pour la Finale(T) = Tenant du titre 1980; # = classement; Pts = points; J = joués; G / N / P = gagnés / nuls / perdus; Pp / Pc / Diff = points pour / contre / différence entre points pour et points contre |           |     |   |   |   |   |     |     |      |

- Finale

25 avril 1981, Stade Pierre-de-Coubertin, Paris
ASVEL - Le Mans : 85-70

## Classement final
| #  | Equipe              |
| -- | ------------------- |
| 1  | ASVEL               |
| 2  | Le Mans             |
| 3  | Tours               |
| 4  | Orthez              |
| 5  | Limoges             |
| 6  | Avignon             |
| 7  | Caen                |
| 8  | Stade Français Evry |
| 9  | Antibes             |
| 10 | Monaco              |
| 11 | Challans            |
| 12 | Mulhouse            |
| 13 | Nice U.C.           |
| 14 | Nice BC             |

## Leaders de la saison régulière
| Catégorie                   | Joueur          | Équipe  | Statistiques |
| --------------------------- | --------------- | ------- | ------------ |
| Points par match            | Paul Henderson  | Orthez  | 27,2         |
| Points par match (Français) | Hervé Dubuisson | Antibes | 26           |

## Sources
L'Équipe : Septembre 1980 à Avril 1981